# Ursula Pohle
Ursula Pohle (* 8. Dezember 1913 in Berlin als Ursula Kreißler; † 29. März 1999 in Hamburg) war eine deutsche Filmregisseurin und Regieassistentin. Sie war die erste Frau, die einen Kurzspielfilm in der DDR drehte, der allerdings erst einige Jahre später in die Kinos kam.

## Leben und Wirken

### 1930–1945
Ursula Kreißler war in den 1930er-Jahren für die deutsche Niederlassung des US-amerikanischen Filmunternehmens Metro-Goldwyn-Mayer tätig. Um 1939/40 wirkte sie als Ateliersekretärin an zwei Propagandafilmen des Regisseurs Wolfgang Liebeneiner mit. 1941 kam die gemeinsame, uneheliche Tochter Micaëla Kreißler († 2017) in Innsbruck zur Welt.

### 1946–1975
Ursula Kreißler begann möglicherweise um 1946 bei der neuen DEFA tätig zu werden, wo ihre Tochter erste Kinderrollen bekam. Diese wurde später eine bekannte DDR-Fernsehschauspielerin und Schwiegertochter des Ministerpräsidenten Horst Sindermann.
Ab 1953 war Ursula Pohle am DEFA-Studio für Spielfilme als Regie-Assistentin tätig, unter anderem unterstützte sie Konrad Wolf bei seinem Spielfilmdebüt von 1955 Einmal ist keinmal. Eine lange Arbeitsgemeinschaft verband sie mit dem Regisseur Gottfried Kolditz.
1956 drehte Ursula Pohle ihren ersten eigenen und zugleich einzigen Kurzspielfilm Wenn einer eine Reise tut... in der Reihe Das Stacheltier, in dem sie Schiebertum von Waren aus Westberlin kritisierte. Sie war damit die erste Frau, die einen Spielfilm in der DDR drehte. Der Film wurde jedoch zunächst nicht für den Kinoeinsatz freigegeben und lief erst 1960 mit wenigen Kopien in den Kinos. Dadurch konnte Bärbl Bergmann 1959 noch vor ihr ihren ersten Kurzspielfilm zur Aufführung bringen und gilt damit (missverständlich) als erste Spielfilmregisseurin der DDR.
In den frühen 1960er-Jahren wechselte Ursula Pohle zum Deutschen Fernsehfunk, wo sie Assistenzen und Regieaufgaben für verschiedene Dokumentarfilmprojekte und Magazine übernahm. Ab den 1970er-Jahren war sie dort als Senderegisseurin tätig.

## Filmografie
Regie
- 1956: Wenn einer eine Reise tut ... (Das Stacheltier, Folge 75), auch Drehbuch[7]

Regieassistenz
- 1952/53: Jacke wie Hose (Regie: Eduard Kubat)
- 1953/54: Gefährliche Fracht (Regie: Gustav von Wangenheim)
- 1954: Der Fall Dr. Wagner (Regie: Harald Mannl und Carl Ballhaus)
- 1954/55: Einmal ist keinmal (Regie: Konrad Wolf)
- 1955: Star mit fremden Federn (Regie: Harald Mannl)
- 1955/56: Mich dürstet (Regie: Karl Paryla)
- 1957: Ein Mädchen von 16 ½ (Regie: Carl Ballhaus)
- 1959: Weißes Blut (Regie: Gottfried Kolditz)
- 1960: Die schöne Lurette (Regie: Gottfried Kolditz)
- 1961: Die goldene Jurte (Regie: Gottfried Kolditz)
- 1961: Tanz am Sonnabend – Mord? (Regie: Heinz Thiel)
- 1962: Revue um Mitternacht (Regie: Gottfried Kolditz)